# آنتی میتینن
آنتی میتینن (انگلیسی: Antti Miettinen؛ زادهٔ ۳ ژوئیهٔ ۱۹۸۰) بازیکن هاکی روی یخ اهل فنلاند است.